# Coupe de l'EHF masculine 2019-2020
Navigation
Coupe de l'EHF 2018-2019 Ligue européenne 2020-2021
L'édition 2019-2020 de la Coupe de l'EHF masculine met aux prises 64 équipes européennes. Il s'agit de la 39e édition de la compétition, organisée par la Fédération européenne de handball (EHF), la huitième depuis la fusion avec la Coupe des vainqueurs de coupe et la dernière avant de devenir Ligue européenne.
Le THW Kiel est le tenant du titre.
En conséquence de la pandémie de Covid-19, la Fédération européenne de handball a annoncé le 24 avril 2020 que la compétition était annulée.

## Participants
Les places sont majoritairement allouées selon le coefficient EHF de chaque pays. D'autres équipes sont autorisées à participer sur dossier. Voici les clubs participants par tour d'entrée dans la compétition :
Troisième tour de qualification (16)
- RK Nexe Našice : 2e du Championnat de Croatie
- Bjerringbro-Silkeborg : 3e du Championnat du Danemark
- Team Tvis Holstebro : 4e du Championnat du Danemark
- SC Magdebourg : 3e du Championnat d'Allemagne
- Rhein-Neckar Löwen : 4e du Championnat d'Allemagne
- MT Melsungen : 5e du Championnat d'Allemagne
- Füchse Berlin : 6e du Championnat d'Allemagne
- BM Logroño La Rioja : 3e du Championnat d'Espagne
- BM Ciudad Encantada : Finaliste de la coupe d'Espagne
- Chambéry SMB HB : Vainqueur de la coupe de France
- HBC Nantes : 4e du Championnat de France
- USAM Nîmes Gard : 5e du Championnat de France
- Tatabánya KC : 3e du Championnat de Hongrie
- Balatonfüredi KSE : 4e du Championnat de Hongrie
- Metalurg Skopje : 3e du Championnat de Macédoine du Nord
- Gwardia Opole : 3e du Championnat de Pologne

Deuxième tour de qualification (16)
- SKA Minsk  : 2e du Championnat de Biélorussie
- Skjern Håndbold : 5e du Championnat du Danemark
- Ademar León : 4e du Championnat d'Espagne
- Pays d'Aix UC : 6e du Championnat de France
- Csurgói KK  : 5e du Championnat de Hongrie
- UMF Selfoss : 1er du Championnat d'Islande
- Hapoël Ashdod : 1er du Championnat d'Israël
- Pelister Bitola : 4e du Championnat de Macédoine du Nord
- Butel Skopje : 5e du Championnat de Macédoine du Nord
- ØIF Arendal : 2e du Championnat de Norvège
- NMC Górnik Zabrze : 4e du Championnat de Pologne
- KS Azoty-Puławy : 5e du Championnat de Pologne
- Benfica Lisbonne : 3e du Championnat du Portugal
- CSU PM Timișoara : Vainqueur la coupe de Roumanie
- RK Gorenje Velenje : 2e du Championnat de Slovénie
- Wacker Thoune : 3e du Championnat de Suisse

Premier tour de qualification (32)
- Alpla HC Hard  : 2e du Championnat d'Autriche
- SG Vienne-Ouest : 3e du Championnat d'Autriche
- Achilles Bocholt : 1er de la BeNe League
- HC Visé Basse Meuse : 2e de la BeNe League
- Borac Banja Luka  : 2e du Championnat de Bosnie-Herz.
- RK Dubrava Zagreb : 3e du Championnat de Croatie
- RK Poreč : 4e du Championnat de Croatie
- Talent MAT Plzeň : 1er du Championnat de Rép. tchèque
- Põlva Serviti : 1er du Championnat d'Estonie
- London GD : 1er du Championnat de Grande-Bretagne
- HC Batoumi : 1er du Championnat de Géorgie
- Olympiakos Le Pirée : 1er du Championnat de Grèce
- Haukar Hafnarfjörður : 2e du Championnat d'Islande
- FH Hafnarfjörður : 3e du Championnat d'Islande
- Maccabi Rishon LeZion : 2e du Championnat d'Israël
- SSV Bozen Loacker : 1er du Championnat d'Italie
- KH BESA Famiglia : 1er du Championnat du Kosovo
- HC Klaipėda Dragūnas : 1er du Championnat de Lituanie
- Handball Esch : 1er du Championnat du Luxembourg
- Swieqi Phoenix HC : 1er du Championnat de Malte
- RK Lovćen Cetinje : 1er du Championnat du Monténégro
- HV KRAS/Volendam : 2e du Championnat des Pays-Bas
- Dobrogea Constanța : 2e du Championnat de Roumanie
- Spartak Moscou : 2e du Championnat de Russie
- RD Ribnica RH : 3e du Championnat de Slovénie
- Vojvodina Novi Sad : 1er du Championnat de Serbie
- Metaloplastika Šabac : 2e du Championnat de Serbie
- Pfadi Winterthur : 2e du Championnat de Suisse
- HK Malmö : 2e du Championnat de Suède
- Beşiktaş JK : 1er du Championnat de Turquie
- Antalyaspor : 2e du Championnat de Turquie
- ZTR Zaporijia : 2e du Championnat d'Ukraine

## Phase de qualification

### Premier tour
Les matchs aller se dérouleront les 31 août et 1er septembre et les matchs retour les 7 et 8 septembre 2019 :
| Équipe 1                 | Score    | Équipe 2                  | Aller   | Retour  |
| ------------------------ | -------- | ------------------------- | ------- | ------- |
| KH BESA Famiglia         | 54 – 67  | Pfadi Winterthur          | 24 – 33 | 30 – 34 |
| Olympiakos Le Pirée/Xini | 60 – 46  | RK Borac Banja Luka       | 30 – 21 | 30 – 25 |
| HK Malmö                 | 61 – 52  | Spartak Moscou            | 31 – 23 | 30 – 29 |
| Maccabi Rishon LeZion    | 57 – 48  | HC Klaipėda Dragūnas      | 34 – 28 | 23 – 20 |
| RK Poreč                 | 60 – 51  | HV KRAS/Volendam          | 29 – 23 | 31 – 28 |
| HC Visé Basse Meuse      | 48 – 56  | FH Hafnarfjörður          | 27 – 27 | 21 – 29 |
| RD Ribnica RH            | 59 – 48  | Põlva Serviti             | 32 – 22 | 27 – 26 |
| ZTR Zaporijia            | 78 – 34  | London GD                 | 39 – 20 | 39 – 14 |
| Antalyaspor              | 40 – 53  | HC Dobrogea Sud Constanța | 24 – 24 | 16 – 29 |
| SSV Bozen Loacker        | 50 – 51  | Alpla HC Hard             | 24 – 23 | 26 – 28 |
| Beşiktaş JK              | 49 – 49* | Metaloplastika Šabac      | 25 – 25 | 24 – 24 |
| Haukar Hafnarfjörður     | 45 – 51  | Talent MAT Plzeň          | 20 – 25 | 25 – 26 |
| Achilles Bocholt         | 48 – 47  | SG Handball Vienne-Ouest  | 26 – 22 | 22 – 25 |
| Handball Esch            | 80 – 38  | HC Batoumi                | 38 – 16 | 42 – 22 |
| RK Vojvodina Novi Sad    | 79 – 52  | RK Lovćen Cetinje         | 38 – 23 | 41 – 29 |
| RK Dubrava Zagreb        | 81 – 43  | Swieqi Phoenix HC         | 45 – 22 | 36 – 21 |

*Qualifié selon la règle du nombre de buts marqués à l'extérieur.

### Deuxième tour
Les matchs aller se dérouleront les 5 et 6 octobre et les matchs retour les 12 et 13 octobre 2019 :
| Équipe 1                  | Score            | Équipe 2                 | Aller   | Retour           |
| ------------------------- | ---------------- | ------------------------ | ------- | ---------------- |
| CSU PM Timișoara          | 57 – 58          | Olympiakos Le Pirée/Xini | 31 – 29 | 26 – 29          |
| Pays d'Aix UC             | 64 – 46          | RK Poreč                 | 38 – 26 | 26 – 20          |
| Talent MAT Plzeň          | 58 – 44          | Hapoël Ashdod            | 32 – 23 | 26 – 21          |
| RD Ribnica RH             | 56 – 61          | SKA Minsk                | 33 – 33 | 23 – 28          |
| HK Malmö                  | 64 – 56          | UMF Selfoss              | 33 – 27 | 31 – 29          |
| Alpla HC Hard             | 51 – 51 9 – 8tab | Skjern Håndbold          | 25 – 26 | 26 – 25 9 – 8tab |
| Vojvodina Novi Sad        | 43 – 58          | Ademar León              | 20 – 28 | 23 – 30          |
| Benfica Lisbonne          | 63 – 44          | RK Dubrava Zagreb        | 29 – 28 | 34 – 16          |
| Metaloplastika Šabac      | 53 – 64          | Gorenje Velenje          | 24 – 32 | 29 – 32          |
| RK Butel Skopje           | 42 – 43          | ZTR Zaporijia            | 18 – 14 | 24 – 29          |
| KS Azoty-Puławy           | 57 – 53          | Handball Esch            | 31 – 28 | 26 – 25          |
| HC Dobrogea Sud Constanța | 43 – 43*         | Csurgói KK               | 22 – 24 | 21 – 19          |
| NMC Górnik Zabrze         | 50 – 48          | Maccabi Rishon LeZion    | 29 – 26 | 21 – 22          |
| Achilles Bocholt          | 59 – 52          | Wacker Thoune            | 34 – 33 | 25 – 19          |
| FH Hafnarfjörður          | 52 – 58          | ØIF Arendal              | 25 – 30 | 27 – 28          |
| Pfadi Winterthur          | 72 – 37          | RK Pelister Bitola       | 39 – 16 | 33 – 21          |

*Qualifié selon la règle du nombre de buts marqués à l'extérieur.

### Troisième tour
Le tirage au sort a lieu le 15 octobre 2019. Les 16 équipes directement qualifiées pour ce troisième tour de qualification sont placées dans le pot 1 et rencontrent l'une des 16 équipes qualifiées à l'issue du deuxième tour de qualification (pot 2). Il n'y a pas de protection géographique, c'est-à-dire que deux équipes d'un même pays peuvent se rencontrer.
Les matchs aller se dérouleront les 16 et 17 novembre et les matchs retour les 23 et 24 novembre 2019.
| Équipe 1            | Score    | Équipe 2              | Aller   | Retour  |
| ------------------- | -------- | --------------------- | ------- | ------- |
| Balatonfüredi KSE   | 51 – 56  | Ademar León           | 30 – 27 | 21 – 29 |
| SKA Minsk           | 45 – 61  | Rhein-Neckar Löwen    | 28 – 32 | 17 – 29 |
| NMC Górnik Zabrze   | 51 – 74  | SC Magdebourg         | 25 – 37 | 26 – 37 |
| Pfadi Winterthur    | 63 – 70  | Bjerringbro-Silkeborg | 33 – 36 | 30 – 34 |
| Chambéry SMB HB     | 43 – 44  | Pays d'Aix UC         | 20 – 25 | 23 – 19 |
| BM Ciudad Encantada | 59 – 50  | Alpla HC Hard         | 34 – 18 | 25 – 32 |
| Tatabánya KC        | 53 – 51  | ZTR Zaporijia         | 27 – 24 | 26 – 27 |
| HBC Nantes          | 60 – 59  | ØIF Arendal           | 30 – 29 | 30 – 30 |
| RK Nexe Našice      | 54 – 54* | Benfica Lisbonne      | 30 – 26 | 24 – 28 |
| RK Gorenje Velenje  | 47 – 42  | Metalurg Skopje       | 24 – 19 | 23 – 23 |
| HK Malmö            | 53 – 61  | Füchse Berlin         | 27 – 34 | 26 – 27 |
| MT Melsungen        | 52 – 47  | Olympiakos Le Pirée   | 32 – 28 | 20 – 19 |
| Talent MAT Plzeň    | 46 – 67  | Team Tvis Holstebro   | 25 – 30 | 21 – 37 |
| BM Logroño La Rioja | 73 – 57  | Achilles Bocholt      | 37 – 26 | 36 – 31 |
| Gwardia Opole       | 54 – 53  | KS Azoty-Puławy       | 26 – 24 | 28 – 29 |
| Csurgói KK          | 48 – 54  | USAM Nîmes Gard       | 28 – 25 | 20 – 29 |

*Qualifié selon la règle du nombre de buts marqués à l'extérieur.

## Phase de groupe
La phase de groupe se déroule du 8 février 2020 au 29 mars 2020.
Les 16 équipes qualifiées sont réparties dans 4 pots et le tirage au sort des poules a été effectué le 29 novembre 2019.
| Pot 1              | Pot 2                 | Pot 3             | Pot 4            |
| ------------------ | --------------------- | ----------------- | ---------------- |
| Pays d'Aix UC      | Bjerringbro-Silkeborg | USAM Nîmes Gard   | TTH Holstebro    |
| SC Magdebourg      | BM Cuenca             | Füchse Berlin     | Ademar León      |
| Rhein-Neckar Löwen | HBC Nantes            | KPR Gwardia Opole | Logroño La Rioja |
| MT Melsungen       | Tatabánya KC          | Gorenje Velenje   | SL Benfica       |

### Groupe A
|   | Équipe                | Pts | J | G | N | P | Bp  | Bc  | Diff |
| - | --------------------- | --- | - | - | - | - | --- | --- | ---- |
| 1 | SL Benfica            | 8   | 4 | 4 | 0 | 0 | 121 | 97  | 24   |
| 2 | MT Melsungen          | 4   | 4 | 2 | 0 | 2 | 118 | 118 | 0    |
| 3 | Bjerringbro-Silkeborg | 4   | 4 | 2 | 0 | 2 | 124 | 128 | -4   |
| 4 | KPR Gwardia Opole     | 0   | 4 | 0 | 0 | 4 | 97  | 117 | -20  |

Légende
- Qualifié pour les quarts de finale
- Moins bon deuxième, donc éliminé
- Éliminé (3e et 4e place)

| Date              | Club recevant         | Score   | Club visiteur         | Rapport          |
| ----------------- | --------------------- | ------- | --------------------- | ---------------- |
| 09/02/2020, 15h00 | MT Melsungen          | 26 – 21 | KPR Gwardia Opole     | Feuille de match |
| 09/02/2020, 15h10 | Bjerringbro-Silkeborg | 24 – 33 | SL Benfica            | Feuille de match |
| 15/02/2020, 16h15 | SL Benfica            | 29 – 26 | MT Melsungen          | Feuille de match |
| 16/02/2020, 19h00 | KPR Gwardia Opole     | 29 – 32 | Bjerringbro-Silkeborg | Feuille de match |
| 19/02/2020, 18h45 | Bjerringbro-Silkeborg | 35 – 31 | MT Melsungen          | Feuille de match |
| 22/02/2020, 16h00 | SL Benfica            | 29 – 24 | KPR Gwardia Opole     | Feuille de match |
| 29/02/2020, 19h00 | KPR Gwardia Opole     | 23 – 30 | SL Benfica            | Feuille de match |
| 29/02/2020, 20h45 | MT Melsungen          | 35 – 33 | Bjerringbro-Silkeborg | Feuille de match |
| 21/03/2020, 17h00 | SL Benfica            | .. – .. | Bjerringbro-Silkeborg | Feuille de match |
| 22/03/2020, 19h00 | KPR Gwardia Opole     | .. – .. | MT Melsungen          | Feuille de match |
| 28/03/2020, 20h00 | MT Melsungen          | .. – .. | SL Benfica            | Feuille de match |
| 29/03/2020, 16h45 | Bjerringbro-Silkeborg | .. – .. | KPR Gwardia Opole     | Feuille de match |

### Groupe B
|   | Équipe             | Pts | J | G | N | P | Bp  | Bc  | Diff |
| - | ------------------ | --- | - | - | - | - | --- | --- | ---- |
| 1 | Rhein-Neckar Löwen | 8   | 4 | 4 | 0 | 0 | 136 | 111 | 25   |
| 2 | USAM Nîmes Gard    | 6   | 4 | 2 | 1 | 1 | 123 | 117 | 6    |
| 3 | BM Cuenca          | 3   | 4 | 1 | 1 | 2 | 111 | 125 | -14  |
| 4 | TTH Holstebro      | 0   | 4 | 0 | 0 | 4 | 110 | 127 | -17  |

Légende
- Qualifié pour les quarts de finale
- Moins bon deuxième, donc éliminé
- Éliminé (3e et 4e place)

| Date              | Club recevant      | Score   | Club visiteur      | Rapport          |
| ----------------- | ------------------ | ------- | ------------------ | ---------------- |
| 09/02/2020, 12h00 | BM Cuenca          | 29 – 27 | TTH Holstebro      | Feuille de match |
| 09/02/2020, 17h00 | Rhein-Neckar Löwen | 32 – 31 | USAM Nîmes Gard    | Feuille de match |
| 15/02/2020, 18h30 | USAM Nîmes Gard    | 29 – 29 | BM Cuenca          | Feuille de match |
| 15/02/2020, 19h30 | TTH Holstebro      | 27 – 35 | Rhein-Neckar Löwen | Feuille de match |
| 22/02/2020, 15h00 | TTH Holstebro      | 28 – 30 | USAM Nîmes Gard    | Feuille de match |
| 23/02/2020, 12h00 | BM Cuenca          | 28 – 33 | Rhein-Neckar Löwen | Feuille de match |
| 26/02/2020, 19h30 | Rhein-Neckar Löwen | 36 – 25 | BM Cuenca          | Feuille de match |
| 29/02/2020, 19h00 | USAM Nîmes Gard    | 33 – 28 | TTH Holstebro      | Feuille de match |
| 21/03/2020, 20h45 | USAM Nîmes Gard    | .. – .. | Rhein-Neckar Löwen | Feuille de match |
| 22/03/2020, 12h00 | TTH Holstebro      | .. – .. | BM Cuenca          | Feuille de match |
| 29/03/2020, 12h00 | BM Cuenca          | .. – .. | USAM Nîmes Gard    | Feuille de match |
| 29/03/2020, 19h00 | Rhein-Neckar Löwen | .. – .. | TTH Holstebro      | Feuille de match |

### Groupe C
|   | Équipe          | Pts | J | G | N | P | Bp  | Bc  | Diff |
| - | --------------- | --- | - | - | - | - | --- | --- | ---- |
| 1 | SC Magdebourg   | 8   | 4 | 4 | 0 | 0 | 123 | 109 | 14   |
| 2 | HBC Nantes      | 4   | 4 | 2 | 0 | 2 | 125 | 116 | 9    |
| 3 | Gorenje Velenje | 4   | 4 | 2 | 0 | 2 | 110 | 115 | -5   |
| 4 | Ademar León     | 0   | 4 | 0 | 0 | 4 | 103 | 121 | -18  |

Légende
- Qualifié pour les quarts de finale
- Moins bon deuxième, donc éliminé
- Éliminé (3e et 4e place)

| Date              | Club recevant   | Score   | Club visiteur   | Rapport          |
| ----------------- | --------------- | ------- | --------------- | ---------------- |
| 09/02/2020, 13h00 | SC Magdebourg   | 32 – 26 | Gorenje Velenje | Feuille de match |
| 09/02/2020, 17h00 | HBC Nantes      | 34 – 28 | Ademar León     | Feuille de match |
| 12/02/2020, 20h00 | Ademar León     | 27 – 31 | SC Magdebourg   | Feuille de match |
| 16/02/2020, 18h45 | Gorenje Velenje | 28 – 35 | HBC Nantes      | Feuille de match |
| 22/02/2020, 19h30 | Ademar León     | 23 – 26 | Gorenje Velenje | Feuille de match |
| 23/02/2020, 17h00 | HBC Nantes      | 28 – 31 | SC Magdebourg   | Feuille de match |
| 29/02/2020, 17h00 | Gorenje Velenje | 30 – 25 | Ademar León     | Feuille de match |
| 01/03/2020, 18h00 | SC Magdebourg   | 29 – 28 | HBC Nantes      | Feuille de match |
| 18/03/2020, 18h30 | Gorenje Velenje | .. – .. | SC Magdebourg   | Feuille de match |
| 21/03/2020, 19h00 | Ademar León     | .. – .. | HBC Nantes      | Feuille de match |
| 29/03/2020, 17h00 | SC Magdebourg   | .. – .. | Ademar León     | Feuille de match |
| 29/03/2020, 17h00 | HBC Nantes      | .. – .. | Gorenje Velenje | Feuille de match |

### Groupe D
|   | Équipe           | Pts | J | G | N | P | Bp  | Bc  | Diff |
| - | ---------------- | --- | - | - | - | - | --- | --- | ---- |
| 1 | Füchse Berlin    | 5   | 4 | 2 | 1 | 1 | 110 | 102 | 8    |
| 2 | Pays d'Aix UC    | 4   | 4 | 1 | 2 | 1 | 102 | 100 | 2    |
| 3 | Tatabánya KC     | 4   | 4 | 1 | 2 | 1 | 99  | 102 | -3   |
| 4 | Logroño La Rioja | 3   | 4 | 1 | 1 | 2 | 106 | 113 | -7   |

Légende
- Directement qualifié pour les demi-finales (en tant qu'organisateur du Final Four)
- Qualifié pour les quarts de finale
- Moins bon deuxième, donc éliminé
- Éliminé (3e et 4e place)

| Date              | Club recevant    | Score   | Club visiteur    | Rapport          |
| ----------------- | ---------------- | ------- | ---------------- | ---------------- |
| 08/02/2020, 12h00 | Tatabánya KC     | 26 – 25 | Logroño La Rioja | Feuille de match |
| 09/02/2020, 19h00 | Pays d'Aix UC    | 23 – 25 | Füchse Berlin    | Feuille de match |
| 13/02/2020, 19h00 | Füchse Berlin    | 27 – 27 | Tatabánya KC     | Feuille de match |
| 15/02/2020, 19h00 | Logroño La Rioja | 29 – 29 | Pays d'Aix UC    | Feuille de match |
| 22/02/2020, 17h00 | Tatabánya KC     | 24 – 24 | Pays d'Aix UC    | Feuille de match |
| 22/02/2020, 19h00 | Logroño La Rioja | 26 – 25 | Füchse Berlin    | Feuille de match |
| 01/03/2020, 16h00 | Füchse Berlin    | 33 – 26 | Logroño La Rioja | Feuille de match |
| 01/03/2020, 19h00 | Pays d'Aix UC    | 26 – 22 | Tatabánya KC     | Feuille de match |
| 19/03/2020, 19h00 | Füchse Berlin    | .. – .. | Pays d'Aix UC    | Feuille de match |
| 21/03/2020, 19h00 | Logroño La Rioja | .. – .. | Tatabánya KC     | Feuille de match |
| 29/03/2020, 15h00 | Pays d'Aix UC    | .. – .. | Logroño La Rioja | Feuille de match |
| 29/03/2020, 15h00 | Tatabánya KC     | .. – .. | Füchse Berlin    | Feuille de match |

### Équipes qualifiées
Si l'organisateur du Final Four termine parmi les premiers ou les 3 meilleurs deuxièmes, il est exempté de quart de finale et est directement qualifié pour la phase finale[réf. nécessaire]. Dès lors, seuls 3 quarts de finale opposeront les 6 meilleurs clubs, le moins bon deuxième étant éliminé. Pour déterminer les deux meilleurs deuxièmes, les règles suivantes devraient être appliquées[réf. nécessaire] : 
1. Nombre de points marqués contre les équipes classées 1re et 3e
2. Différence de buts dans les matchs mentionnés en 1.
3. Plus grand nombre de buts marqués dans les matchs mentionnés en 1.
4. Tirage au sort

## Phase finale
La phase finale a été annulée le 24 avril 2020.